# Soczewka elektronowa

Schemat transmisyjnego mikroskopu elektronowego. 6, 8 i 9 - soczewki magnetyczne.

Soczewka elektronowa – układ wytwarzający pole elektryczne lub magnetyczne tak, by wiązka elektronów bądź innych naładowanych cząstek, przechodząca przez te pola, była modyfikowana podobnie jak wiązka światła w soczewce. Układy soczewek elektronowych stosuje się w celu skupienia wiązki w odpowiednim miejscu, rozproszenia wiązki bądź usunięcia z wiązki cząstek o nieodpowiednich parametrach. 
Ze względu na sposób działania soczewki elektronowe dzieli się na elektrostatyczne, magnetyczne i złożone. 
Soczewki elektronowe elektrostatyczne dzieli się na imersyjne, pojedyncze i katodowe, składają się zwykle z układu elektrod w postaci metalowych rurek lub pierścieni (niekiedy z odpowiednimi przesłonami do ustalenia średnicy promienia), znajdujących się na różnych potencjałach, między którymi wytwarza się pole elektryczne skupiające wiązkę elektronów. 
Soczewki magnetyczne ze względu na sposób wytwarzania pola magnetycznego dzieli się na elektromagnetyczne i magnetostatyczne. Soczewka magnetostatyczna to zwojnica z magnetowodem kształtującym pole magnetyczne.
Soczewki elektronowe stosowane są w lampach elektronopromieniowych, mikroskopach elektronowych i akceleratorach cząstek.